# Charlie Stewart
Charlie Stewart (ur. 9 września 1993 w Las Vegas) – amerykański aktor, występujący jedynie w rolach drugoplanowych. Występował w roli Boba, przyjaciela Zacka i Cody’ego Martin w serialu Nie ma to jak hotel. Zagrał również rolę syna Bonnie Hunt w Life with Bonnie.

## Filmografia
- 2009: Jak poznałem waszą matkę
- 2009: Kości
- 2008: Nie ma to jak statek jako Bob
- 2007: Co gryzie Jimmy’ego?
- 2005-2007: Nie ma to jak hotel jako Bob
- 2005: On, ona i dzieciaki
- 2003: The Tonight Show with Jay Leno jako on sam
- 2002: Life with Bonnie jako Charlie
- 2002: Tak, kochanie
- 2002: Becker jako Charlie
- 2002: Świat nonsensów u Stevensów jako mały Timmy
- 2001: The Animal jako mały chłopiec
- 2001: Zwariowany świat Malcolma jako dziecko drugie
- 2001: Kochane kłopoty jako dziecko trzecie
- 2001: Siódme niebo
- 2001: The norm show jako Matthew
- 2001: The Drew Carey Show jako mały chłopiec
- 2000: Ostry dyżur jako Albert